# Sheng Shicai
Sheng Shicai, född 1897, död 1970 i Taipei, var en kinesisk politiker och krigsherre som härskade i Xinjiang-provinsen i västra Kina åren 1933–1944 och var känd som "kungen av Xinjiang" (新疆王).
Han började sin karriär i krigsherren Feng Yuxiangs armé Guominjun. Han skickades först till Xinjiang för att arbeta för guvernören Jin Shuren 1930. Han nedkämpade kumul-upproret (februari 1931 - oktober 1931) med stöd från Sovjetunionen, men i utbyte ingick han så många avtal med Sovjet att Xinjiang i praktiken kontrollerades av Sovjet.

Åren 1934–1942 använde Sheng denna provinsflagga för Xinjiang.

På Josef Stalins önskan blev Sheng medlem i Sovjetunionens kommunistparti i augusti 1938. Han fick partikort nr. 1859118 direkt från Molotov under ett hemligt besök i Moskva. Under Shengs styre var Xinjiang endast nominellt en del av Kina och varje viktigt beslut måste godkännas av det sovjetiska konsulatet i Tihwa. Under sina år underkuvade Sheng uigurerna och kazakerna och var känd för sin utbredda användning av tortyr.
1942 fick Sheng uppfattningen att Sovjetunionen skulle bryta samma och ändrade då sin hållning. Han blev antisovjetisk, utvisade sovjetiska rådgivare och avrättade en rad kinesiska kommunister som Mao Zemin, Mao Zedongs bror, i hopp om att vinna stöd från Guomindang för sitt fortsatta styre. Sheng undervärderade dock Guomindangs misstro mot honom och i augusti 1944 avlägsnades han från sin ställning, delvis för att Guomindang ville hålla sig väl med Sovjetunionen och få ett slut på sammanstötningarna på gränsen mellan Xinjiang och Mongoliet i det omstridda bergsområdet Baitik Bogdo.